# Интерактивный клиент
Интерактивный клиент - Это инструмент (Программа), выполняющая несколько комплексных функций, позволяющих получить конечный результат деятельности (контент) в кратчайшие сроки, благодаря заданному алгоритму оператора (пользователя). Оно способно превратить трудоемкий процесс создания контента в автоматизированный и инновационный. Пользователь может задавать команду путём введения текста, программного кода, файлов в различных форматах таких как видеоформат, изображение, аудиоформат, 3д модель, документы и т.д.
Открывая двери в мир технических вычислений и систематизации, интерактивный клиент с легкостью переносит ответственность за творческий процесс с человека на автоматизированную систему, следуя заданному шаблонному алгоритму, разработанным разработчиками ПО.
Пользователь, взаимодействуя с интерактивным клиентом, задает параметры, вносит текстовую информацию, выбирает опции через удобный интерфейс, а также дополнительно может прикрепить файл для создания нового уникального контента.
После запуска процесса с помощью нажатия кнопки или голосовой команды: программное обеспечение приступает к анализу параметров, проверке совпадений с базой данных и вычислениям, чтобы в конечном итоге предоставить пользователю готовый результат своей работы.
Этот результат, хотя и непредсказуемый, но ожидаемый, а также может быть ограничен заранее заданными фильтрами и цензурой, задуманными разработчиками ПО, с целью создания пользователями контента  не нарушающего законодательство.
Благодаря использованию такого инструмента срок создания контента сокращается значительно, а процесс становится более эффективным и экономичным по сравнению с созданием контента вручную.
Конечно конечный результат может не совсем соответствовать задумке пользователя (автора), поэтому дальнейшую обработку можно производить в вручную в текстовых и графических редакторах, а также иных программах для создания и редактирования контента.
Примеры программ использующие технологию искусственного интеллекта:
Вместо траты времени на написание текста для статьи, книги, сценария, произвести сложные вычисления, анализ гипотез, а также узнать информацию, вы можете воспользоваться ChatGPT.
Для программистов подойдёт GitHub Copilot, он интегрированный в программы для создания программного кода.
Midjourney подойдёт для создания графических изображений, иллюстраций, логотипов и т.д.
Suno прекрасной подойдёт для создания музыкальных произведений, едва отличимых от исполнения человеком.
Sora отлично подходит для создания видеоконтента.
МНЕНИЕ ЭКСПЕРТОВ:
Стив Джобс:

«Я надеюсь, что при нашей жизни мы сможем создать новый тип инструмента — интерактивного клиента. Когда появится следующий Аристотель, мы сможем сохранить его фундаментальное мировоззрение в компьютере. И однажды студент сможет не только прочитать слова, написанные Аристотелем, но и задать ему вопрос. И получить ответ»
Фрагмент из интервью. 1985 год.